# Xavier Ruiz
 (octobre 2007).
Si vous disposez d'ouvrages ou d'articles de référence ou si vous connaissez des sites web de qualité traitant du thème abordé ici, merci de compléter l'article en donnant les références utiles à sa vérifiabilité et en les liant à la section « Notes et références ».
Pour les articles homonymes, voir Ruiz.
Xavier Ruiz est un réalisateur suisse né à Genève en 1970.

## Biographie
De 1992 à 1994, il étudie à l’ESRA (École supérieure de réalisation audiovisuelle) à Paris et obtient un BTS de production. Puis il suit les cours de l'Atelier AVID, Vidéo et Arts (New York) en 1995.
Parallèlement, de 1992 à 1999, il est producteur et directeur de production pour une douzaine de courts métrages, dont Perfect Day de Reza Rezaï et Talon d’Achille de Nicholas Cuthbert. En 1994, il devient régisseur général pour une série télévisée de Canal+ intitulée Les Gros Cons et, en 1995-1996, il occupe le poste de manager des ventes internationales de Fox Lorber à New York. Il travaille ensuite au marketing chez New Concorde/Horizon à Los Angeles.
Il réalise en 1997 une mini-série télévisée intitulée The Toilette Zone. En 1997, Hamster production l’engage en tant que régisseur général pour une série télévisée diffusée sur France 2. De 1996 à 2001, il est monteur indépendant pour la télévision et des longs métrages.
En 2001, il réalise et produit son premier long-métrage, Neutre, qui sort sur les écrans de cinéma suisses la même année, puis à la télévision en 2003 et est distribué en DVD sur le territoire suisse. Neutre est projeté entre autres dans les festivals de Montréal, Mar del Plata, Hof, Braunschweig et Genève. À la même époque, il fonde sa société de production Navarro Films SA, dont il devient le directeur.
Il réalise ensuite un vidéo-clip du groupe de rap suisse Sens Unik. En 2003, il réalise deux documentaires pour la série Photosuisse pour la Télévision suisse romande (TSR). En 2004, il produit le premier long-métrage d’Elena Hazanov Love Express, qui fut distribué en Suisse romande dans les salles de cinéma dès le 1er septembre 2004. La même année, il coproduit avec la TSR le documentaire Geisha, le crépuscule des fleurs, diffusé le 6 décembre 2004 sur TSR2 et vendu à de nombreuses chaînes de télévision. Enfin, il est producteur de Ryna, le premier long-métrage de Ruxandra Zenide sorti dans les salles suisses en 2006 et qui fut sélectionné dans de nombreux festivals et a gagné de nombreux prix, notamment à Cinéma Tout Écran, Mannheim-Heidelberg, Tromsø, Annonay et Milan. En 2006, Xavier sera nommé aux Quartz (les césars suisses) comme producteur avec Ryna dans la catégorie meilleur film de fiction.
En 2005, il a aussi réalisé le documentaire Swiss Made in Hollywood, documentaire qui relate le vécu de trois jeunes suisses qui tentent (avec une certaine difficulté) de se faire un nom dans la jungle hollywoodienne, que la TSR a diffusé 2 fois en mai 2005 et TV5 en mai et août 2005. La même année, il réalise un épisode de la série Designsuisse au sujet du designer Yves Béhar.
Sa société de production Navarro Films rejoint en mars 2006 le groupe de producteurs européens Tarantula, présent en France, Luxembourg, Belgique et Grande-Bretagne, et devient officiellement Tarantula Suisse. En 2009, il est à nouveau nommé aux Quartz (les césars suisses) comme producteur pour le film d'animation Tango Lola.
En 2010, Xavier Ruiz a terminé son second long-métrage Verso ayant co-écrit le scénario commencé en 2005 avec Nicholas Cuthbert. Il coréalise chaque semaine la version suisse des Guignols de l'info qui s'intitule Les Bouffons de la Confédération. Il réalise à nouveau à plein temps en collaboration avec son coréalisateur Jean-Paul Cardinaux. Leur duo de réalisateur est nommé Cardinaux/Ruiz.

## Filmographie

### Coréalisateur
- Les Bouffons de la Confédération, 38x12 min
- Stress - V, vidéo-clip, 4 min

### Réalisateur
- 2001 : Neutre, long-métrage
- 2009 : Verso, long-métrage
- DesignSuisse, documentaire, 12 min
- Swiss made in Hollywood, documentaire, 52 min
- PhotoSuisse, documentaire, 2x12 min
- Sens Unik - Dans le creux de sa main, vidéo-clip, 5 min
- The Toilette Zone, série télévisée, 6x2 min

### Producteur
- Les Bouffons de la Confédération (producteur artistique), 38x12 min
- Stress - V, vidéo-clip, 4 min
- Verso, 100 min
- Ryna, de Ruxandra Zenide, 90 min
- Love Express, d'Elena Hazanov, 100 min
- Neutre, 92 min
- Togo, documentaire de Pierre Morath et Nioclas Peart, 80 min
- Geisha, le crépuscule des fleurs, documentaire de Romain Guélat, 52 min
- DesignSuisse, documentaire, 12 min
- Swiss made in Hollywood, documentaire, 52 min
- PhotoSuisse, documentaire, 2 × 12 min
- La Tribu, série télévisée, 10 × 9 min
- The Toilette Zone, série télévisée, 6 × 2 min
- Onoma, Expo 02, série documentaire, 12 × 6 min
- Sens Unik - C'est la vie, vidéo-clip, 5 min
- Sens Unik - Dans le creux de sa main, vidéo-clip, 5 min
- Week-end Break, court métrage, 14 min
- Perfect Day, court métrage, 20 min
- Talon d'Achille, court métrage, 14 min
- The Barber, court métrage, 10 min
- Dieu que pour toi, court métrage, 10 min
- Tango Lola, court métrage, 6 min

## Monteur
- 1999 : Attention aux chiens (avec Jeanetta Ionesco)

## Distributeur
Il représente les films distribués en Suisse romande pour le plus grand distributeur Suisse indépendant : Ascot Elite Entertainment Group AG. Il acquiert les droits de distribution pour la suisse de film français ou hispanophone. Films distribués : Insomnia, K-19 : Le Piège des profondeurs, Joue-la comme Beckham, Sexy Beast, Gangs of New York, Elling, Kill Bill, Whale Rider, Tomb Raider, The Humain Stain, El hijo de la novia, Kamchatka, etc.